# Cocal dos Alves
Cocal dos Alves é um município brasileiro do estado do Piauí. Localiza-se a uma latitude 03º36'01.5" sul e a uma longitude 41º26'35.0" oeste, estando a uma altitude de 100 metros. Sua população estimada em 2004 era de 5.628 habitantes. Possui uma área de 288,48 km².

## História
Já era uma povoação e e sua criação como município foi pela Lei estadual nº 4.811, de 27 de dezembro de 1995, e Instalado em 1º de janeiro de 1997 com a posse da Câmara Municipal e do prefeito, eleitos em 1996.

## Demografia
Em 2022, a população do município foi contada pelo Instituto Brasileiro de Geografia e Estatística (IBGE) em 6 386 habitantes. Segundo o censo daquele ano, 3 174 habitantes eram homens e 3 212 habitantes mulheres. Ainda segundo o mesmo censo, 3 127 habitantes viviam na zona urbana e 3 259 na zona rural. Da população total de 2010, 1 602 habitantes (28,75%) tinham menos de 15 anos de idade, 3 581 habitantes (64,27%) tinham de 15 a 64 anos e 389 pessoas (6,98%) possuíam mais de 65 anos, sendo a esperança de vida ao nascer de 71,73 anos.
O Índice de Desenvolvimento Humano Municipal (IDHM) de Cocal dos Alves é considerado muito baixo pelo Programa das Nações Unidas para o Desenvolvimento (PNUD), sendo que seu valor é de 0,498 (o 5º menor do Piauí). Considerando-se apenas o índice de educação o valor é de 0,315, o valor do índice de longevidade é de 0,779 e o de renda é de 0,504. Em 2010, 57,95% da população estava abaixo da linha de pobreza e o coeficiente de Gini, que mede a desigualdade social, era de 0,59, sendo que 1,00 é o pior número e 0,00 é o melhor.

## Infraestrutura

### Educação
O município contava, em 2017, com nove escolas de ensino pré-escolar, treze escolas de ensino fundamental e apenas uma de ensino médio, a Escola Estadual de Ensino Médio Augustinho Brandão, todas pertencentes à rede pública de ensino. Criada em 2003, a Unidade Escolar Augustinho Brandão é reconhecida nacionalmente pelo seu desempenho excepcional nas olimpíadas escolares nacionais, especialmente na OBMEP. Entre 2006 e 2018, a escola havia acumulado mais de 130 medalhas no conjunto de todas as olimpíadas de que havia participado. Em 2018, a escola foi agraciada com o Prêmio Darcy Ribeiro de Educação, concedido pela Comissão de Educação da Câmara dos Deputados.